# Entella angolica
Entella angolica es una especie de mantis de la familia Mantidae.

## Distribución geográfica
Se encuentra en Angola.